# جيفري هوغلاند
جيفري هوغلاند (بالهولندية: Jeffrey Hoogland)‏ (و. 1993  م) هو دراج، ودراج على المضمار هولندي، ولد في هيليندورن، شارك في ركوب الدراجات في الألعاب الأولمبية الصيفية 2016.

## روابط خارجية
- جيفري هوغلاند على موقع أرشيف الدراجات (الإنجليزية)
- جيفري هوغلاند على موقع CycleBase (الإنجليزية)
- جيفري هوغلاند على موقع اللجنة الأولمبية الدولية (الإنجليزية)
- جيفري هوغلاند على موقع أوليمبيديا (الإنجليزية)
- جيفري هوغلاند على موقع تيم أن.أل (الهولندية)